# Lanarkshire
Lanarkshire (Siorrachd Lannraig em gaélico), oficialmente Condado de Lanark, era antigamente um condado da Escócia.
Fazia fronteira ao norte com Stirlingshire e uma porção afastada de Dunbartonshire, ao nordeste com Stirlingshire e West Lothian, no leste com Peeblesshire, no sudeste e sul com Dumfriesshire, no sudoeste com Dumfriesshire e Ayrshire e no oeste com Ayrshire, Renfrewshire e Dunbartonshire. A cidade de Glasgow era parte de Lanarkshire até 1893.
Lanarkshire foi por alguns motivos tratado como três condados separados: o upper, middle e lower wards, até o Local Government (Scotland) Act 1889.

## Governo local
Em 1975, o conselho do condado foi dissolvido na região de Strathclyde, que foi ela mesma incorporada pelas autoridades unitárias em 1996. Lanarkshire é agora coberta pelas áreas dos conselhos de North Lanarkshire, South Lanarkshire, Glasgow e parte de East Dunbartonshire.
North Lanarkshire e South Lanarkshire tem um comitê único para avaliação e registro eleitoral. Também há um comitê de saúde unificado, que não cobre Rutherglen e áreas próximas em South Lanarkshire. Sem a porção mais ao norte de North Lanarkshire, essa é também uma Lieutenancy area.